# Estelle Taylor

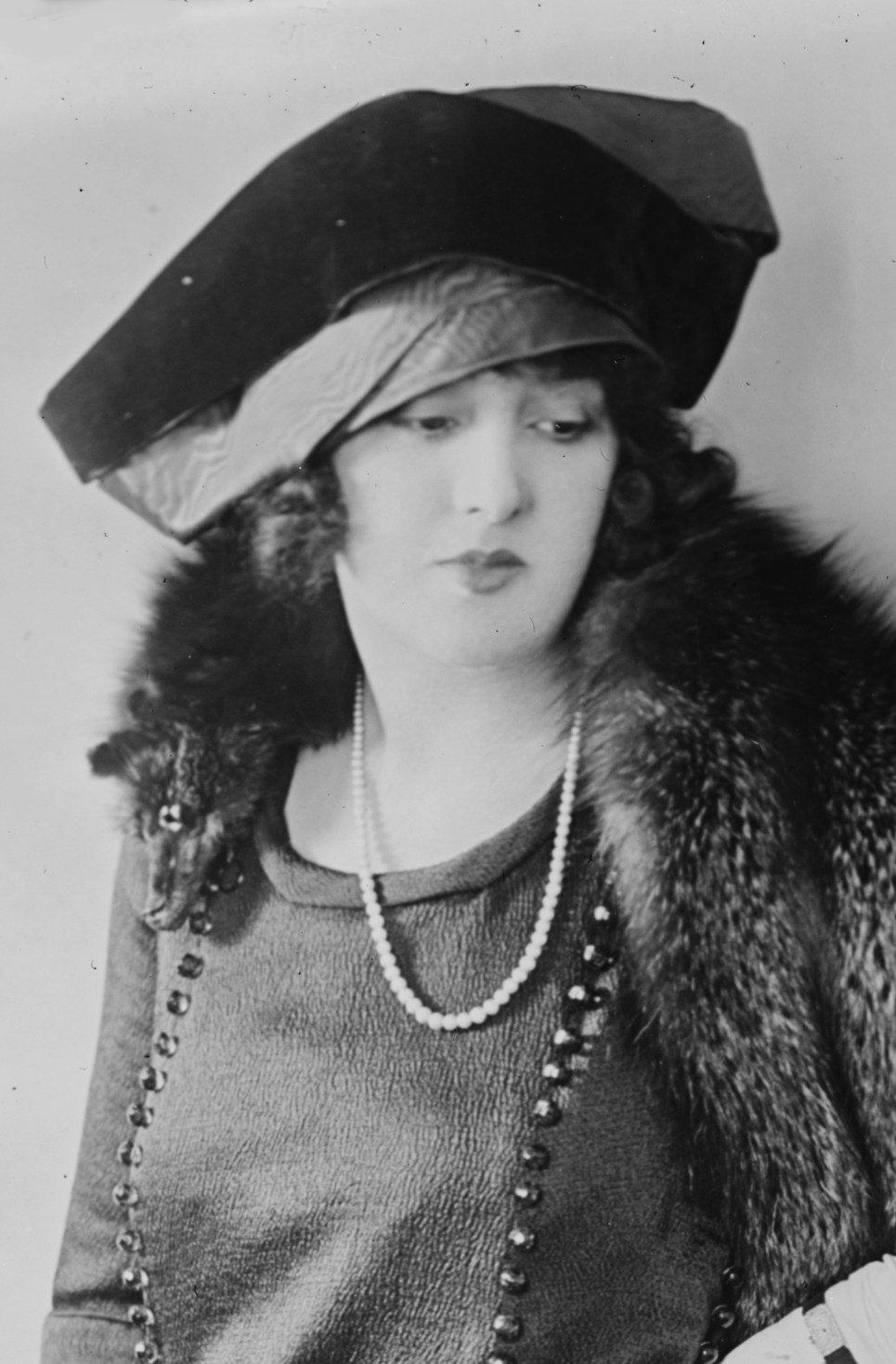
Estelle Taylor

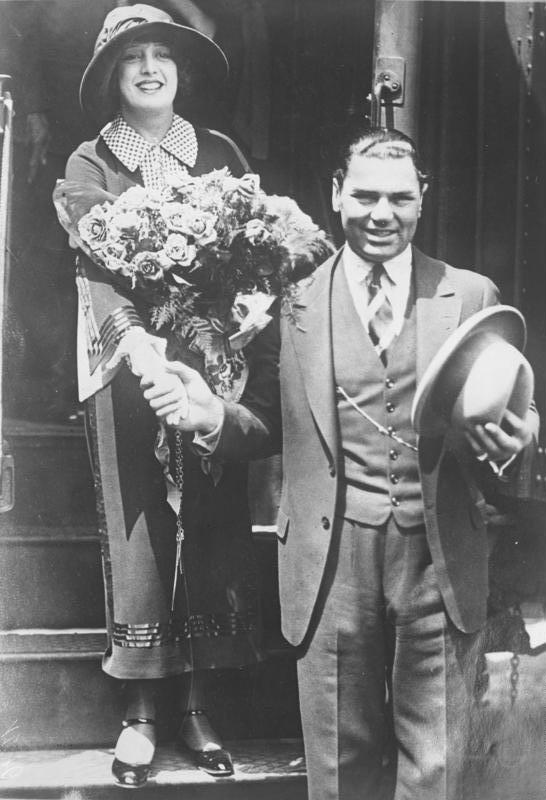
Taylor und Dempsey

Estelle Taylor (* 20. Mai 1894 als Estelle Boylan in Wilmington, Delaware; † 15. April 1958 in Los Angeles, Kalifornien) war eine US-amerikanische Filmschauspielerin.

## Leben
Estelle Taylor wurde in eine Familie des Mittelstands geboren und zog in jungen Jahren nach New York, um als Sekretärin für eine Anwaltskanzlei zu arbeiten. Hier lernte sie ihren ersten Ehemann Kenneth Malcolm Peacock, einen Bankier, kennen, den sie 1908, im Alter von erst 14 Jahren, heiratete. Vier Jahre ging die Beziehung mit dem wesentlich älteren Mann gut, bis es im Jahr 1912 zur Scheidung kam. Nun volljährig geworden, begann Taylor eine Karriere als Model und Tänzerin in Broadway-Produktionen.
Zu Beginn der 1920er-Jahre zog sie nach Hollywood, wo sie ihre Karriere als Schauspielerin in Stummfilmen begann. Bekannt wurde sie 1923 durch ihre Rolle in dem Klassiker Die Zehn Gebote von Regisseur Cecil B. DeMille. Sie wirkte neben John Barrymore auch in Don Juan von 1926 mit. Sie heiratete 1925 den US-amerikanischen Boxer Jack Dempsey, den sie bei den Dreharbeiten zu Manhattan Madness kennengelernt hatte. Auch diese Ehe endete 1930 mit der Scheidung.
Taylors Karriere überdauerte den Wechsel zum Tonfilm nicht lange. Zu den wenigen größeren Rollen, die sie nach 1930 bekam, gehören der Part als Mutter von Sylvia Sidney in Street Scene unter der Regie von King Vidor sowie ein verworfenes Frauenzimmer in Wesley Ruggles’ Western Pioniere des wilden Westens aus demselben Jahr, der den Oscar als bester Film gewann. Nachdem sie ab 1939 eine sechsjährige Pause eingelegt hatte, stand sie 1945 in Der Mann aus dem Süden erneut vor der Kamera. Es sollte gleichzeitig ihr letzter Film sein. Ihre letzte Ehe ging Estelle Taylor 1943 mit Paul Small ein; sie hielt bis 1945.
In den 1940er-Jahren begann Taylor damit, sich vermehrt für die Rechte von Tieren einzusetzen. So gründete sie die California Pet Owners’ Protective League. Auch war sie 1953 Mitglied in der Animal Regulation Commission von Los Angeles.
Estelle Taylor, die keine Kinder hatte, starb im Alter von 63 Jahren an Krebs.

## Sonstiges
- Estelle Taylor war eine gute Freundin der mexikanischen Schauspielerin Lupe Vélez und war am Abend des 4. Dezember 1944 die letzte Person, die Vélez vor deren Suizid gesehen hatte.
- Heute erinnert ein Stern am Hollywood Walk of Fame an Estelle Taylor.

## Filmografie (Auswahl)
- 1919: A Broadway Saint
- 1919: The Golden Shower
- 1919: The Tower of Jewels
- 1920: The Adventurer
- 1920: The Revenge of Tarzan
- 1920: While New York Sleeps
- 1920: Blind Wives
- 1921: Footfalls
- 1922: A Fool There Was
- 1922: Der Graf von Monte Christo (Monte Cristo)
- 1922: The Lights of New York
- 1922: Nur ein Ladenmädchen (Only a Shop Girl)
- 1922: Thorns and Orange Blossoms
- 1922: A California Romance
- 1923: Bavu
- 1923: Mary of the Movies
- 1923: Hollywood
- 1923: Forgive and Forget
- 1923: Desire
- 1923: Die Zehn Gebote (The Ten Commandments)
- 1924: Phantom Justice
- 1924: Der Ritt ums Leben (Dorothy Vernon of Haddon Hall)
- 1924: Tiger Love
- 1924: Passion’s Pathway
- 1924: The Alaskan
- 1924: Playthings of Desire
- 1925: Manhattan Madness
- 1925: Wandering Footsteps
- 1926: Don Juan
- 1927: New York
- 1928: The Whip Woman (Verschollen)
- 1928: Honor Bound
- 1928: Lady Raffles
- 1928: The Singapore Mutiny
- 1928: Es tut sich was in Hollywood (Show People; Cameo-Auftritt)
- 1929: Pusher-in-the-Face
- 1929: Where East Is East
- 1930: Liliom
- 1931: Pioniere des wilden Westens (Cimarron)
- 1931: Street Scene
- 1931: The Unholy Garden
- 1932: The Western Limited
- 1932: Call Her Savage
- 1935: Frisco Kid
- 1937: Rhythm Roundup (Kurzfilm)
- 1939: Die Findelmutter (Bachelor Mother)
- 1945: Der Mann aus dem Süden (The Southerner)